# Skeppsvarv

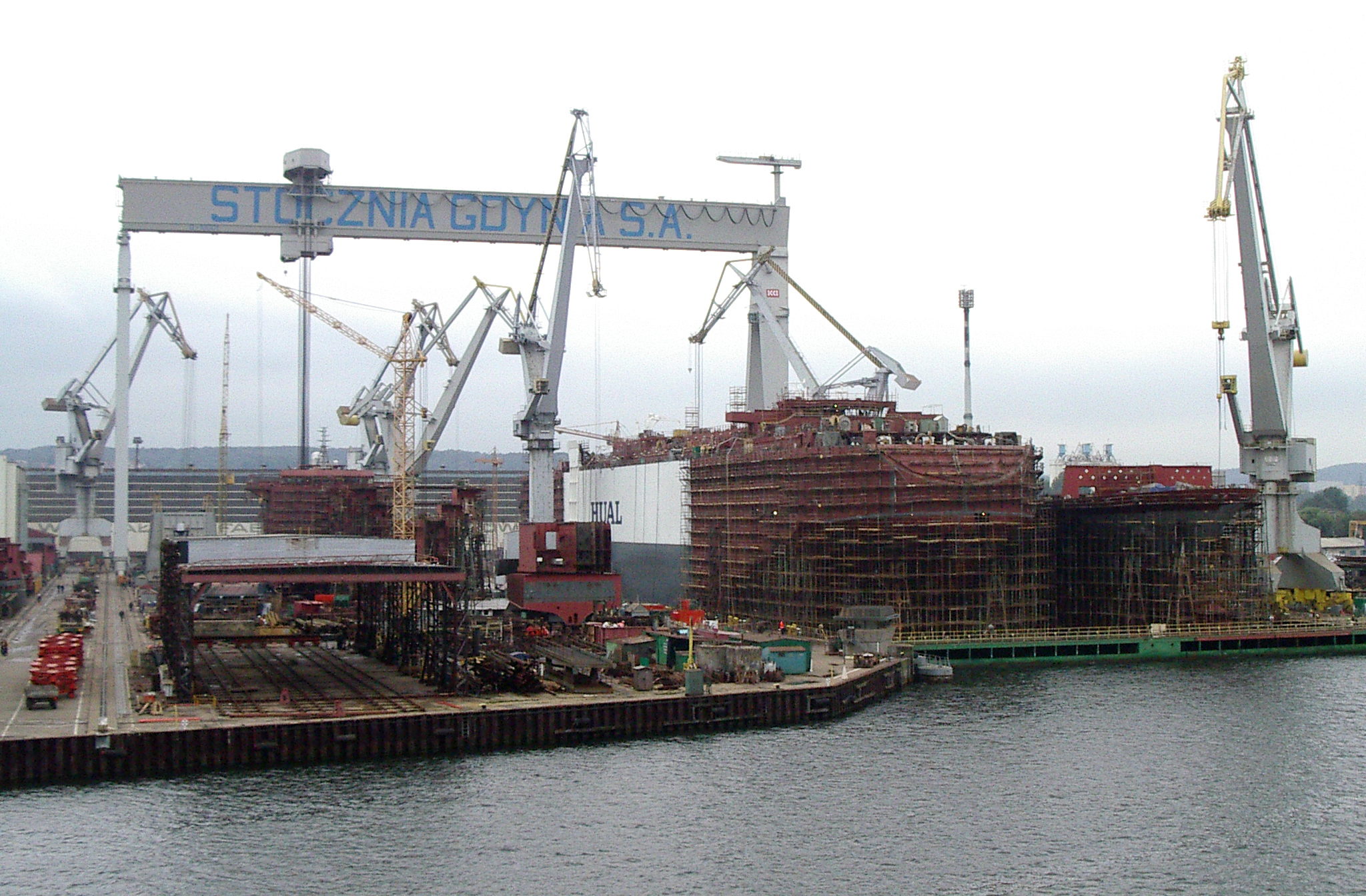
Varvet Stocznia Gdynia i Gdynia i Polen

Skeppsvarv är en verkstad som utför reparation eller nybyggnad av fartyg och utrustning för att gå till sjöss. Ett nybyggnadsvarv består av en sammansättningsverkstad, vilken bistås av underleverantörer i fråga om utrustning och maskiner.
Sverige var under många år en av världens största varvsnationer, med storvarv som Eriksberg, Götaverken, Lindholmen, Uddevallavarvet och Kockums.